# Клоогаранна (остановочный пункт)
Клоогаранна (эст. Kloogaranna raudteepeatus) — остановочный пункт в деревне Клоогаранна на тупиковом ответвлении Клоога — Клоогаранна. Находится на расстоянии 39 км от Балтийского вокзала.
На остановке Клоогаранна расположен один низкий перрон и один путь. На остановке останавливаются пассажирские поезда западного направления, следующие из Таллина в Клоогаранна. Из Таллина в Клоогаранна поезд идёт 50 минут.
| На Таллин |             |
| Клоога    | Клоогаранна |